# Новотимофіївка (Новгородківський район)
Новотимофіївка — колишній населений пункт в Кіровоградській області у складі Новгородківського району.

## Стислі відомості
В 1930-х роках — у складі Новомиколаївської сільської ради.
В часі Голодомору 1932—1933 років нелюдською смертю померла 41 людина.
Приєднане до села Новомиколаївка (Новгородківська селищна громада); дата зникнення невідома.